# 万章
萬章（?—?），又稱萬子，戰國時鄒國人，一說為薛國人，孟子弟子。萬章是孟子極為親近的弟子，也是《孟子》的主要作者之一，其中有一篇以其名命名。北宋政和五年（1115年），萬章被詔封為博興伯。其陵墓在今山東省鄒城市北宿鎮，為山東省文物保護單位。
在《孟子》中，關於萬章的問答篇章皆直呼萬章之名，唯書末〈盡心下〉才有「萬子曰」的記述。依照《論語》中有若在書首稱「有子曰」的先例，可證明《孟子》的作者包含萬章與萬章的弟子。

## 生平
萬章曾問孟子，小國如宋國若要推行仁政，怎麼應對大國如齊國、楚國的攻伐呢？孟子以商湯攻打葛國為例，說明即使是小國，只要推行王政，四海的百姓都會仰望與降服。
萬章與孟子對舜有許多答問討論。萬章曾問舜是否怨恨其父母、舜娶妻為何不稟告父母、舜問何不殺了曾欲謀害他的同父異母弟象。萬章也曾問孟子關於聖王禪讓之事，包括堯傳位給舜之事、禹傳位給自己兒子之事。
萬章也曾問孟子關於古代聖人、賢人之傳聞，如問伊尹是否是因廚藝好才能為官、孔子是否曾借住在瘍醫與太監家中、百里奚是否賣身換羊皮以求官、孔子為何不滿鄉愿之人、子庚為何人等。
萬章曾問孟子交友之道，孟子回答不要自恃年長、不要自恃顯貴、也不要以兄弟或姻親的顯貴自恃，並以孟獻子、費惠公、晉平公、堯、舜等人結交朋友的態度說明之。孟子也曾告誡萬章結交善士、神交古人的道理。
萬章問孟子關於收受禮物。孟子回答，只收受以禮義相待的朋友，所送的來路正當的禮物。
萬章曾問孟子為何士人不肯依附諸侯、國君該如何奉養君子、士人為何不肯求見諸侯與求官等。
《孟子外書》記載，孟母葬禮上，萬章負責操辦喪服之事。萬章曾與孟子同遊牛山，孟子講述三不朽之理。

## 稱號
- 北宋政和五年（1115年）：博興伯
- 明朝萬曆三十九年（1611年）：先賢萬子